# Уилям Скруп
Уилям Скруп (на английски: William le Scrope) е английски благородник и рицар, участник в кръстоносния поход на граф Амадей VI Савойски. 
Уилям Скруп е син на Хенри Скруп, 1-ви барон на Машъм и брат на Стивън Скруп, 2-ри барон на Машъм. В началото на 1366 г. заедно с английския рицар Ралф Басет и гасконския рицар Флоримон де Леспар Уилям Скруп се включва в Савойския кръстоносен поход на Амадей VI Савойски за отвоюване на християнските земи от султан Мурад I. През август 1366 г. участва в щурма на крепостта Галиполи, а през октомври - в обсадата на Месемврия в България. Скруп умира на 22 октомври 1366 г. в бой с българите при щурма на града. След като Месемврия пада в ръцете на кръстоносците, по разпореждане на граф Амадей Савойски сър Уилям е погребан в една от църквите, като на вътрешната стена е изрисуван гербът на Скруп.
След смъртта на Уилям, през 1367 г. неговия брат Стивън Скруп заедно с Леспар се включва в похода на Едуард Черния принц в Кастилия и участва в битката при Нахера, където англичаните разбиват крал Енрике II. През 1391 г., след смъртта на Хенри Скруп, Стивън го наследява като 2-ри барон на Машъм.

## Семейство
- Хенри Скруп, 1-ви барон на Машъм. Ветеран от Стогодишната война. баща.
- Стивън Скруп, 2-ри барон на Машъм. Кръстоносец. Посветен в рицарство от крал Пиер I в Александрия. брат.
- Джефри Скруп, Кръстоносец. Воюва на страната на Тевтонския орден в Ливония. Убит през 1362 г. брат.
- Ричард Скруп, архиепископ на Йорк. брат.